# Râul Richișu
Râul Richișu este un curs de apă, afluent al râului Biertan. 

## Hărți
- Harta județului Sibiu